# 霜出佳奈
霜出 佳奈（しもいで かな、1994年6月19日 - ）は、日本のプロボウラー。千葉県出身。JPBA第50期生（ライセンスNo.559）。永久A級ライセンス取得者。身長163cm。右投げ。サンスクエアボウル所属。用品契約はハイスポーツ社。アイキョーホームとスポンサー契約を結んでいる。

## 経歴
2011年、アマチュア時代に『ボウリング革命 P★League』（以下Pリーグ）の第34戦にて初出場した。
2017年、日本プロボウリング協会のプロテスト（プロ資格取得テスト）にて実技試験をトップの成績で合格しプロ入りを果たした。
プロ入り後、初出場以降出場していなかったPリーグに第70戦より復帰した。
2018年5月26日から行われたグリコセブンティーンアイス杯第6回プロアマボウリングトーナメントにおいてプロ初優勝を飾った。
2020年3月31日をもってプロ入りからサポートを受けていたサンブリッジ社との用品契約を終了しフリーになる。
2020年、Pリーグの第86戦にてPリーグ初優勝を飾った。
2021年4月1日付けでハイスポーツ社と用品契約を締結したことを「カナトラマンボウリング奮闘記」にて公表。
2022年12月16日、今シーズンを以って来シーズンのシード権を獲得し、自身の永久A級ライセンス取得が確定したことが発表された。
2023年2月28日、ROUND1 GRAND CHAMPIONSHIP BOWLING 2023の予選ラウンド上尾会場に於いて自身初の公認パーフェクトゲームを達成。
2023年12月2日、第44回JLBCクイーンズオープンプリンスカップで優勝を果たし2勝目を挙げた。

## 人物
- 好きな食べ物は、うどんとパン[11]。ただし、ダイエットの時は控えている[11]。
- Pリーグのキャッチフレーズはアマチュア時代は「青春キラキラボウラー」だったが、プロとして復帰後は「新生☆彡キラキラボウラー」となった[5]。
- ピアニストでYouTuberのハラミちゃんに似ていることをファンから度々指摘されており、プロボウラーのキム・ソヒョンの仲介で2022年11月4日にそのハラミちゃんとLINE通話やビデオ通話が実現したことを報告した[12]。
- 第44回JLBCクイーンズオープンプリンスカップで優勝が決まった際には、仲良しの先輩プロである吉川朋絵から花束を手渡され喜びのあまり二人で涙した[13]。

## プロ入り後の主な戦績
※10位以内の順位のみ

### 公式戦
- 通算成績 2勝
- 公認パーフェクトゲーム達成 1回
- 7-10スプリットメイド達成 1回

#### 2017年
- グリコセブンティーンアイス杯第5回プロアマボウリングトーナメント女子 - 8位
- 中日杯2017東海オープン - 10位
- 第40回STORMジャパンオープンボウリング選手権女子 - 2位
- 第40回JLBCクイーンズオープンプリンスカップ - 5位

#### 2018年
- 第39回関西オープンボウリングトーナメント女子 - 2位
- 2018宮崎プロアマオープントーナメント - 2位
- グリコセブンティーンアイス杯第6回プロアマボウリングトーナメント女子 - 優勝（自身初タイトル）
- 第50回全日本女子プロボウリング選手権大会 - 2位

#### 2019年
- グリコセブンティーンアイス杯第7回プロアマボウリングトーナメント女子 - 5位
- 第35回六甲クイーンズオープントーナメント - 6位
- 2019プロボウリングレディース新人戦 - 6位
- JPBA☆SSSカップ2019女子 - 9位

#### 2020年
- 2020プロボウリングレディース新人戦 - 4位
- 第36回六甲クイーンズオープントーナメント - 5位
- 第41回関西オープンボウリングトーナメント女子 - 3位
- 第52回全日本女子プロボウリング選手権大会 - 8位

#### 2021年
- グリコセブンティーンアイス杯第8回プロアマボウリングトーナメント - 7位
- 2021プロボウリングレディース新人戦 - 3位
- 2021千葉オープン女子ボウリングトーナメント - 7位
- APA PRESENTS 2021 KING'S ＆ QUEEN'S プロボウラーズトーナメント女子 - 7位
- 第2回大岡産業レディーストーナメント - 3位
- 第52回全日本女子プロボウリング選手権大会 - 4位

#### 2022年
- JPBA WOMEN'S ALL☆STAR GAME 2022 - 3位
- 第15回MKチャリティカップ女子 - 3位
- 第44回STORMジャパンオープンボウリング選手権女子 - 7位
- APA PRESENTS 2022 KING'S ＆ QUEEN'S プロボウラーズトーナメント女子 - 7位

#### 2023年
- KUWATA CUP 2022→2023 - 6位
- グリコセブンティーンアイス杯第10回プロアマボウリングトーナメント女子 - 2位
- 大岡産業レディース[THE OPEN]トーナメント2023 - 2位
- 2023山梨レディースプロボウリングトーナメント - 6位
- ちゃおちゃおボウリング大会 - 8位
- 第30回千葉オープンアニバーサリーボウリングトーナメント - 2位
- 第45回STORMジャパンオープンボウリング選手権女子 - 8位
- 第44回JLBCクイーンズオープンプリンスカップ - 優勝

#### 2024年
- グリコセブンティーンアイス杯第11回プロアマボウリングトーナメント女子 - 3位
- 中日杯2024東海オープンボウリングトーナメント女子 - 4位
- 大岡産業レディース[THE OPEN]トーナメント2024 - 4位

#### 2025年
- 第41回六甲クイーンズオープントーナメント - 9位

### Pリーグ
- 第86戦 - 優勝
- 第99戦 - 優勝
- 第102戦 - 3位
- 第107戦 - 準優勝

### その他表彰
- 2018年度第51回日本プロスポーツ大賞 新人賞[15]